# Borrby (Szwecja)
Borrby – miejscowość (tätort) w Szwecji, w regionie administracyjnym (län) Skania, w gminie Simrishamn.
Według danych Szwedzkiego Urzędu Statystycznego liczba ludności wyniosła: 975 (31 grudnia 2015), 981 (31 grudnia 2018) i 994 (31 grudnia 2019).